# Viola serresiana
Viola serresiana är en violväxtart som beskrevs av M. Erben. Viola serresiana ingår i släktet violer, och familjen violväxter. Inga underarter finns listade i Catalogue of Life.